# Nabonid
Nabonid (akadsko Nabu-nāʾid), zadnji kaldejski kralj, vladal od 556 pr. n. št. do 539 pr. n. št., * po 509 pr. n. št., † 539 pr. n. št.
Povezava Nabonida in prejšnjih kaldejskih kraljev ni natančno znana. Leta 556 pr. n. št. je s prestola vrgel mladega kralja Labašija-Marduka. Leta 549 pr. n. št. je zapustil Babilon in živel na Arabskem polotoku. Namesto njega je vladal njegov sin Belšazar, ki je omenjen v Danielovi knjigi Hebrejske biblije, Nabonidovem valju in Nabonidovi kroniki.
Nabonid se je vrnil in hotel ubraniti Babilon pred navalom perzijske vojske. Perzijci so osvojili mesto in meščani so kralja Kira II. Starejšega Velikega pozdravili kot osvoboditelja.
Usoda Nabonida ni znana. Kir II. je bil znan po tem, da je prizanesel kraljem, ki jih je premagal. Lidijski kralj Krez je lahko živel na njegovem dvoru kot svetovalec. Domnevajo pa, da je Kir II. pri Nabonidu naredil izjemo.